# اونان (إيونان)
اونان هي إحدى مشيخات المملكة المغربية، تتبع جغرافيا لإقليم شفشاون وإداريًا لإيونان. يقدر عدد سكانها بـ 5404 نسمة حسب الإحصاء الرسمي للسكان والسكنى لسنة 2004.